# Mohammed al-Rubaie
Mohammed bin Faraj bin Saeed Al-Rubaie Al-Yami (arabisch محمد الربيعي اليامي, DMG Muḥammad ar-Rubaiʿī al-Yāmī; * 14. August 1997 in Nadschran) ist ein saudi-arabischer Fußballtorhüter.

## Karriere

### Verein
Er wechselte für die Saison 2018/19 aus der U23 von al-Ahli leihweise zu al-Batin. Nach seiner Rückkehr stieß er zur ersten Mannschaft.

### Nationalmannschaft
Mit der U20-Nationalmannschaft spielte er bei der Weltmeisterschaft 2017 im ersten Gruppenspiel gegen den Senegal und musste zwei Gegentore hinnehmen.
Im Kader der U23 bei der Asienmeisterschaft 2018 kam er nicht zum Einsatz. Bei den nur wenige Monate danach stattfindenden Asienspielen 2018 und der Asienmeisterschaft 2020 positionierte er sich als Stammtorwart.
Seinen ersten Einsatz für die A-Nationalmannschaft hatte er am 21. März 2019 bei einer 1:2-Freundschaftsspielniederlage gegen die Vereinigten Arabischen Emirate über die volle Spielzeit. Danach kam er in zwei Freundschaftsspielen zum Einsatz.
Bei den Olympischen Spielen 2020 in Tokio hütete er gegen die Elfenbeinküste und gegen Deutschland das Tor.